# سیلم (ایندیانا)
سیلم، ایندیانا (به انگلیسی: Salem, Indiana) یک شهر در ایالات متحده آمریکا با جمعیت ۶٬۳۱۹ نفر است که در Washington Township واقع شده‌است.

## موقعیت جغرافیایی
موقعیت جغرافیایی شهرها و مناطق اطراف به شرح زیر است: